# ドルフュス (小惑星)
ドルフュス (2451 Dollfus) は小惑星帯に位置する小惑星である。1980年9月2日、ローウェル天文台のエドワード・ボーエルが発見した。
フランスの天文学者オドゥワン・ドルフュスに因んで命名された。